# رحمان اسداللهی
رحمان اسداللهی از نوازندگان ساز قارمان می‌باشد. در سال ۱۳۳۰ در خانواده‌ای با اصالتی از شهر اردبیل در تهران خیابان چهارراه استانبول متولد گردید.

## مراحل یادگیری گارمون
وی ساز قارمان را نزد مادرش آموخت. نوازندگی این ساز به صورت خانوادگی از جد و پدربزرگ و دایی به مادرش منتقل گردیده‌است.
در سن ۱۸ سالگی به همراه برادرش وحیداسداللهی جهت استخدام در رادیو تست نوازندگی دادند که مورد تأیید علی تجویدی، همایون خرم قرار گرفت.
در سال ۱۳۶۳ به آلمان مهاجرت نمود. طی مصاحبه‌های متعدد اذعان داشته ساخت و نوازندگی قارمان در اردبیل و باکو رواج پیدا کرده بود و این ساز از بیش از ۱۰۰ سال پیش در اردبیل رواج داشته‌است. وی نوازندگی ساز قارمان را از اساتید اردبیل و تهران آموخته‌است.

## بیماری سرطان آرواره
بعلت ابتلا به سرطان آرواره تمام حنجره و بخش مهمی از گردنش را از دست داده‌است. او هم‌اکنون در ایالت کالیفرنیا آمریکا زندگی می‌کند و به اتفاق برادرش وحید اسداللهی سرپرست گروه موسیقی آذربایجانی تلویزیون ایران می‌باشد.
«بعد از سرطان احساس می‌کنم زنده ماندنم باید معنایی داشته باشد. باید تا زنده هستم همه قطعات موسیقی آذربایجانی را که بعضی از آنها صدها سال قدمت دارند، جمع‌آوری کنم و با گارمون اجرا کنم.»
«آرزوی من این است که روزی در ایران برای بیماران سرطانی کنسرت برگزار کنم.»
«اینجا یادگرفتم که به جای حرف زدن و دائماً دنبال تمجید و تعریف بودن، سرم را بیندازم پایین و اگر می‌توانم کاری بکنم. در ایران که بودم، بسیار می‌دیدم آدم‌هایی را که صبح تا شب حرف می‌زدند اما یک آجر روی آجر نگذاشته بودند. دوران این چیزها گذشته. من اگر روزی به ایران بازگردم، در چمدانم این وجدان کار کردن را با خودم می‌برم.»
«مهم نیست که چه قدر درس خوانده‌اید و چند سال دانشگاه رفته‌اید. مواجه شدن با مرگ چیزی از جنس تجربه است نه دانش. بعد از سرطان همه باورها و جهان بینی من عوض شد.»